# Station Barkåker
Station Barkåker is een station in  Barkåker in de gemeente Tønsberg in Noorwegen. Het station ligt aan Vestfoldbanen. Het stationsgebouw uit 1881 is ontworpen door Baltahzar Lange. Sinds 1978 is Barkåker gesloten voor personenvervoer.